# Palazzo Barbàra
Il Palazzo Barbàra, già Vimercati, Zurla, è una dimora storica di Crema.

## Storia
Un atto notarile datato 11 dicembre 1433 cita l'abitazione di Francesco Vimercati sita nella vicinia di San Michele.
Parecchi indizi oggettivi rapportano a quel secolo: lo dimostrano alcuni apparati murari ed archi così come le decorazioni dei sottarchi del portico interno sono composte da formelle in terracotta risalenti alla fine del Quattrocento e riconducibili alla scuola di Agostino Fondulo.
Decisamente importanti, ai fini di una datazione più mirata, sono le tavolette da soffitto che ornavano un salone del primo piano, acquistate nel 1951 dal Museo Poldi Pezzoli di Milano: si tratta di 96 pezzi in 28 dei quali sono riportati stemmi nobiliari: 9 della famiglia Zurla, 8 della famiglia Vimercati, 9 di altri casati. Tra gli stemmi Vimercati compaiono le lettere B e V che ricondurrebbero la committenza a Bartolomeo Vimercati che sposò in seconde nozze Francesca Zurla da cui la ricorrenza dello stemma di questa famiglia. Un altro stemma presente nella serie è quello della famiglia bergamasca dei Calepio, una presenza giustificata dal matrimonio tra lo zio di Bartolomeo (fratello del padre Nicolò) Giovan Pietro Vimercati con Elisabetta Calepio. Le persone citate vissero nella seconda metà del Quattrocento: ad esempio, si ricorda una cronaca (per Alemanio Fino) dell'ospitalità offerta da Giovan Pietro all'ex podestà veneto Marino Lion nel 1484 (ricoprì la carica dal 7 febbraio 1482 al 17 dicembre 1483). Lodovico, figlio di Giovan Pietro e quindi cugino di Bartolomeo combatté contro i francesi nella battaglia di Fornovo nel 1495.
Per trovare testimonianze documentali, tuttavia, bisogna risalire all'Estimo del 1685 per venire a conoscenza che lo stabile era di proprietà di Massimo Vimercati. Dopo alcune lacune documentali troviamo il marchese Giovanni Pietro Zurla abitante qui nel 1726 ed al quale andrebbe fatto risalire il rifacimento della facciata in stile barocco; il figlio Luigi chiamò da Castelleone il prete Carlo Cogliati al quale offrì ospitalità con l’intento di aprire una scuola di musica che istruì parecchi giovani talenti.
Successivamente si registra una lunga serie di cambi di proprietà; nel 1830 lo stabile era già stato venduto a Luigi Mozzali, quindi passò alla famiglia dell'avvocato Angelo Valcarenghi; nel 1887 la dimora apparteneva all'orefice Giuseppe Baldini che la rivendette nel 1901 ai fratelli Ziglioli, commercianti; finché nel 1935 pervenne all'attuale famiglia proprietaria, i Barbàra.
La facciata del palazzo venne restaurata nel 2023 su progetto dell'architetto Andrea Sfogliarini.

## Personalità legate al palazzo

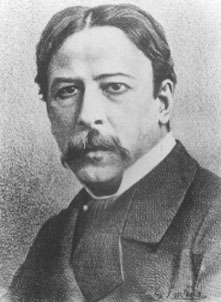
Giovanni Bottesini.

- Carlo Cogliati, originario di Castelleone, sacerdote, godé dell’ospitalità liberale di Luigi Zurla. Fu valente violinista, maestro di cappella del Duomo, direttore di un'Accademia musicale che aveva lo scopo di svolgere sia attività concertistiche sia didattiche;[7] secondo alcune fonti sarebbe stato parente della famiglia Bottesini.[7]
- Pietro Bottesini, fu clarinettista e compositore,  collaboratore di Cogliati.
- Giovanni Bottesini nacque in questo palazzo il 22 dicembre 1821, da Pietro e Maria Spinelli. Fu musicista di fama, contrabbassista, compositore e direttore d'orchestra.

## Caratteristiche
La facciata si sviluppa su due ordini divisi da un sottile marcapiano. Al piano terra si aprono nove finestre inframezzate dal portale che si colloca in posizione asimmetrica a causa della demolizione estrema effettuata verso via Cavour. Le finestre sono incorniciate e sovrastate da un elegante motivo a volute e fogliami. Alcune finestre rasoterra, invece presentano semplici cornici.
Le dieci finestre del secondo ordine sono molto più elaborate e dotate di cimase con decorazioni a fogliame e piccole teste.

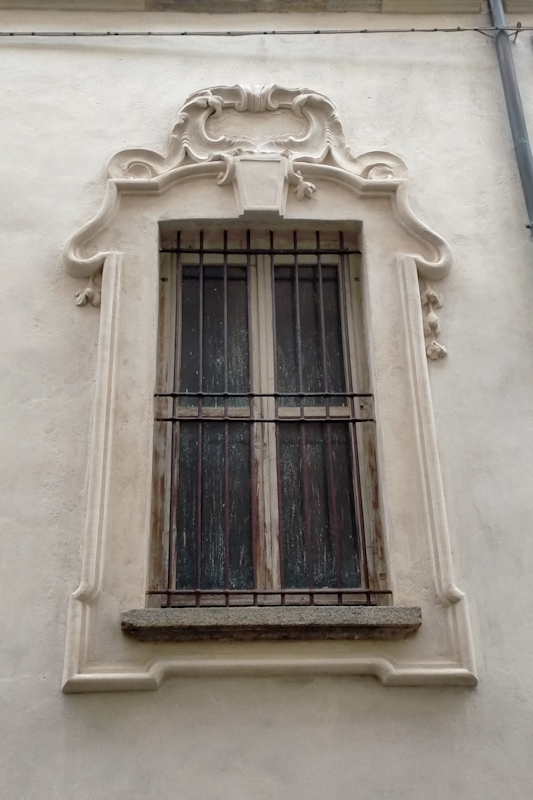
Particolare di una finestra del primo piano.
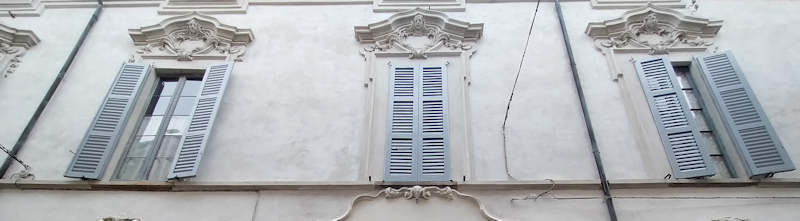
Alcune finestre del secondo piano.

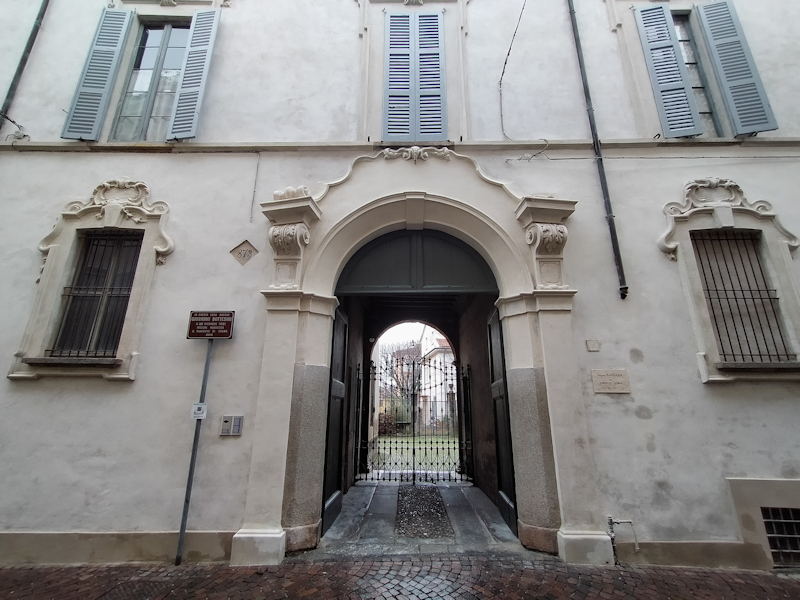
Il portale.

Il portale è affiancato da due paraste con capitelli sui quali si appoggia un arco a tutto sesto arricchito, come le finestre, da volute e fogliami.
L'androne e il cortile sono ciottolati; il portico interno con quattro archi conserva delle formelle in cotto con decorazioni a rosette e doppi meandri il cui stile si rifà ad Agostino Fondulo, quindi ascrivibili alla seconda metà del XV secolo.